# Hemirrhagus ocellatus
Hemirrhagus ocellatus är en spindelart som beskrevs av Pérez-Miles och Locht 2003. Hemirrhagus ocellatus ingår i släktet Hemirrhagus och familjen fågelspindlar. Inga underarter finns listade i Catalogue of Life.